# حديد نيزكي

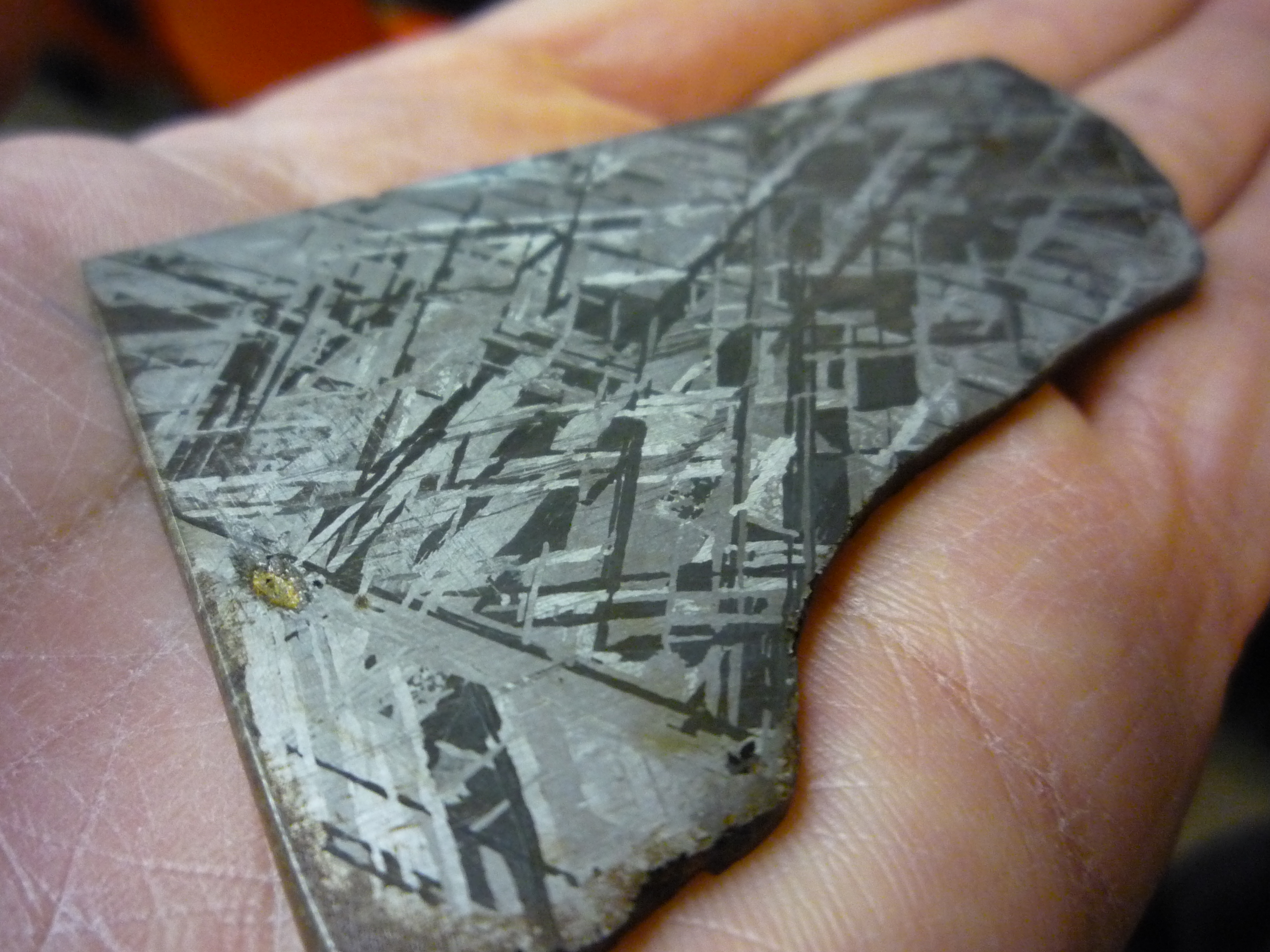
صفيحة مقطوعة من نيزك معدني تظهر أشكال فيدمان شتيتن ويظهر فيها نماذج الحديد والنيكل

الحديد النيزكي هو فلز أصلي موجود في النيازك ويتكون من عناصر الحديد والنيكل وبشكل رئيسي في مراحل تكون الكاماسيت و التاينيت. الحديد النيزكي يشكل الجزء الأكبر من النيازك الحديدية ولكن أيضا وجد في النيازك الأخرى. وبصرف النظر عن الكميات الطفيفة من الحديد الأرضي، الحديد النيزكي هو الفلز الأصلي الطبيعي الوحيد الذي ينشاء بشكل طبيعي من عنصر الحديد على سطح الأرض.
ويمكن تمييز الحديد النيزكي عن الحديد التيلوري (الأرضي) بواسطة خصائصه المجهرية، وأيضا عن طريق تركيبه الكيميائي، لأن الحديد النيزكي يحتوي على كمية أكبر من النيكل وكمية أقل من الكربون.